# Ловешки частен революционен комитет
Ловешки частен революционен комитет е част от структурата на Вътрешната революционна организация, създадена от Васил Левски, вторият комитет на организацията. Обявен за Привременно правителство (Вътрешен централен революционен комитет). За конспиративни цели Левски нарича комитета с псевдонима Алилаа Селвели.
Създаването на Ловешкия частен революционен комитет е свързано непосредствено с националреволюционната работа на Васил Левски. За пръв път посещава гр. Ловеч през май 1869 г. Подновява връзката с ловчанци участвали в Българските легии в Белград. По време на последващите обиколки из Българско създава Частните революционни комитети. Първият в Плевен, вторият в Ловеч.
Ловешкият частен революционен комитет е създаден през 1869 г., а според съвременни изследвания през 1871 г. В дома на Иван Драсов е свикано първото събрание на което присъстват: Иван Драсов, Марин Поплуканов, Димитър Пъшков, Иванчо Колев, Анастас Хитров, Христо Йовков, Тодор и Диме Драсови, Денчо Хашнов, Христо Цонев Латинеца, Никола Сирков, Цвятко Павлов, Пано Бояджидраганов (Агопа), свещеноиконом Кръстьо Никифоров и др. За председател е избран Иван Драсов, а след емигрирането му в Чехия (малко след обира в хаджи Денчовата къща) Марин Поплуканов. Приемани са допълнително членове и е създадена мрежа от симпатизанти. През същата година комитета е обявен от Васил Левски за център на ВРО под името „Привременно правителство в България I отд. на БРЦК“ или „БРЦК в Българско“. Тук е неговото постоянно седалище, от което тръгва на революционните си обиколки. Главна квартира на Васил Левски и място за съхранение на неговия архив е дома на Мария и Никола Сиркови. Отсяда и в дома на Гечо и Величка Хашнови. От Ловеч започва разпространението на главния документ на организацията „Нареда до работниците за освобождението на българския народ“. В работата на комитета активно се включват Ангел Кънчев, Димитър Общи, Лукан Лилов, Димитър Маринов-Панталонаджията, Христо Иванов-Големия, Никола Цвятков, Илия Луканов, Иванчо Радиля и др. От гр. Ловеч на 26 декември 1872 г. Васил Левски тръгва на последния си път, завършил в Къкринското ханче.
След обесването на Апостола на свободата, Димитър Маринов-Панталонаджията възстановява комитета под името II- и Ловешки частен революционен комитет и е негов председател. През 1875 г. след полицейска акция, комитета е разбит. Част от неговите членове са осъдени, а други емигрират.
По време на Руско-турската война (1877 – 1878), членове и симпатизанти на комитета са в редовете на Българското опълчение. Други са разузнавачи и преводачи в Дествуващата Руска армия. След първото освобождение на Ловеч, участват във формирането на градската въоръжена стража, която защитава града при настъплението на Рифат паша. Част от тях загиват в уличните боеве на 15 юли 1877 г.
След Освобождението, оцелелите дейци на Ловешкия частен революционен комитет, участват активно в създаването на Княжество България и системата на местното управление. Политически се ориентират към Либералната партия, а след нейното разцепление през 1886 г. към Народнолибералната партия (стамболовисти).